# Promi Promotion inklusive
Das Projekt PROMI Promotion inklusive ermöglicht es Studierenden mit  einer Behinderung die Promotion zu erhalten. 
Dies ist an 25 Hochschulen in ganz Deutschland möglich. Dazu wurden Promotionsstellen geschaffen, bei denen es sich um dreijährige sozialversicherungspflichtige Beschäftigungsverhältnisse mit der Möglichkeit zur individuellen Verlängerung um bis zu weitere 2 Jahre handelt. Der Vorteil der sich für die Promovierenden daraus ergibt ist, dass ein Rechtsanspruch auf notwendige berufliche Reha-Leistungen besteht.

## Konkrete Zielsetzungen

### Promotion
- Schwerbehinderte Absolventen mit einer Promotionsstelle zu versorgen
- Weiterqualifizierung zu ermöglichen
- Berufserfahrung zu generieren

### Hochschulen
- Sensibilisieren für die Problematik
- Steigerung der Diversität

### Gesellschaft
- Forderungen der gesellschaftlichen Akzeptanz

## Auszeichnungen
- Zero Project Avardee 2017[4]